# Vladimir Torban
Vladimir Aleksandrovich Torban (Moscovo, 10 de dezembro de 1932 - 19 de agosto de 2011) foi um basquetebolista russo que integrou a Seleção Soviética que conquistou a Medalha de Prata disputada nos XVI Jogos Olímpicos de Verão de 1956 realizados em Melbourne, Austrália.
Jogou quase toda sua carreira no Dínamo Moscou onde foi campeão soviético em 1959.